# Fremont, Iowa
Fremont är en ort i Mahaska County i Iowa. Vid 2010 års folkräkning hade Fremont 743 invånare.